# Friedrich Dönhoff (Schriftsteller)

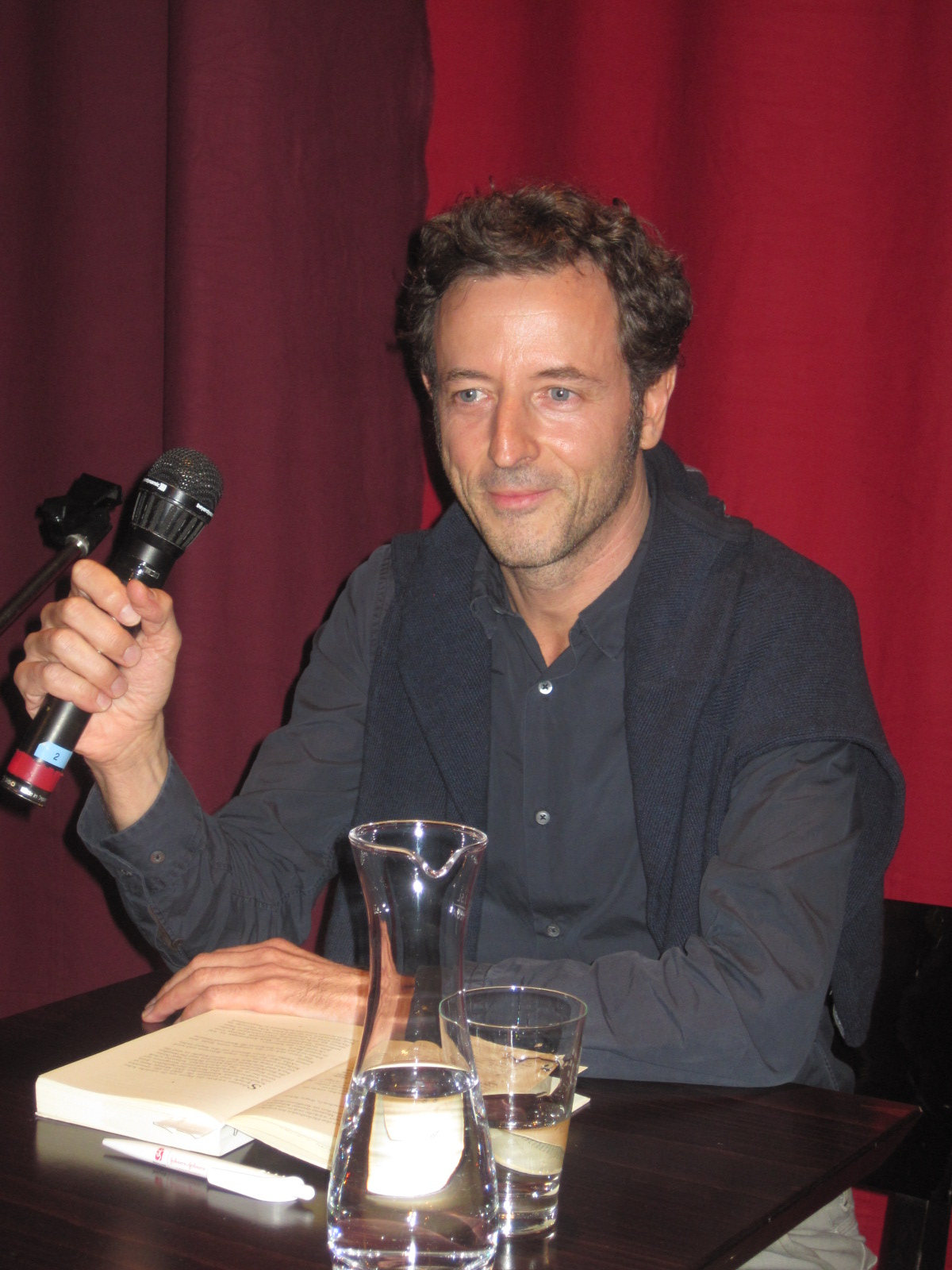
Friedrich Dönhoff 2013 in Marburg

Friedrich Graf von Dönhoff (* 1967 in Hamburg) ist ein deutscher Schriftsteller.

## Leben
Dönhoff wuchs in Kenia auf, kehrte aber nach der Scheidung seiner Eltern mit der Mutter 1976 nach Deutschland zurück, zunächst nach Bonn. Wie seine beiden Geschwister Philip und Julinka Dönhoff besuchte er das Internat Odenwaldschule bis zum Abitur. Danach studierte er Geschichte und Politik in Hamburg und jobbte in den Semesterferien unter anderem beim Filmemacher Alexander Kluge und bei Zeit-TV. Während seines Zivildienstes lebte er bei seiner Großtante, der Publizistin und Zeit-Herausgeberin Marion Gräfin Dönhoff in deren Blankeneser Haus. Nach einer Ausbildung zum Drehbuchautor hat er sich als Autor von Biographien einen Namen gemacht; sein bekanntestes Werk ist das Buch über Marion Gräfin Dönhoff.

## Werke
- „Ich war bestimmt kein Held“. Biographie des ehemaligen Hamburger Hafenarbeiters und Kommunisten Tönnies Hellmann. Rowohlt Taschenbuch Verlag, Reinbek 1998, ISBN 3-499-22245-0.
- „Mister Helmuts Schule: Das zweite Leben des Managers Helmut Bleks in Namibia“, Rowohlt Taschenbuch Verlag, Reinbek 2005, ISBN 978-3-499-61992-2.
- „Savoy Blues: Ein Fall für Sebastian Fink“ Roman, Diogenes Verlag, Zürich 2008, ISBN 978-3-257-23747-4.
- „Der englische Tänzer, Ein Fall für Sebastian Fink“, Roman, Diogenes Verlag, Zürich 2010, ISBN 978-3-257-24018-4.
- „Die Welt ist so, wie man sie sieht: Erinnerungen an Marion Dönhoff“. Diogenes Verlag, Zürich 2012, ISBN 978-3-257-24168-6.
- „Seeluft: Ein Fall für Sebastian Fink“, Roman, Diogenes Verlag, Zürich 2013.
- „Ein gutes Leben ist die beste Antwort. Die Geschichte des Jerry Rosenstein“, Diogenes Verlag, Zürich 2014, ISBN 978-3-257-06902-0.
- „Heimliche Herrscher: Ein Fall für Sebastian Fink“, Roman, Diogenes Verlag, Zürich 2017, ISBN 978-3-257-30037-6.
- „Marius Müller-Westernhagen. Ein Portrait“, Diogenes Verlag, Zürich 2022, ISBN 978-3-257-07202-0.